# 87A busz (Budapest)
A budapesti 87A jelzésű autóbusz Kelenföld vasútállomás és Kamaraerdő között közlekedik. A járatot a Budapesti Közlekedési Zrt. üzemelteti. A járatra felszállni csak az első ajtón lehet, ahol a járművezető ellenőrzi az utazási jogosultság meglétét.

## Története
1970. január 5-én a 87-es buszt meghosszabbították a Mechanikai Művekig, ekkor betétjáratokat is kapott, 87A jelzéssel Kamaraerdőig, illetve 87B jelzéssel a Repülőtérig.
A járatot 1999. augusztus 31-éig a BKV Zrt. üzemeltette Ikarus 260-as és csúcsidőben csuklós autóbuszokkal, másnaptól a VT-Transman (mai nevén ArrivaBus) vette át Ikarus 263-as autóbuszokkal.
2007. február 1-jén jelentek meg a vonalon a MAN SL223-as típusú buszok, és az akkor újnak számító Alfa Localo típusú autóbuszok, és az alacsony padlós szolgáltatás.
2009. június 2-án elsőként vezették be itt az első ajtós felszállási rendet (a 141-es, a 141A és a 187-es járatokkal együtt).
2014. március 28-án az M4-es metróvonal megnyitásával szűnt meg.
2022. július 2-ától újraindult Kelenföld vasútállomás és Kamaraerdő között.

## Útvonala
| Kamaraerdő felé |
| Kelenföld vasútállomás M vá. – Koszorúslány utca – aluljáró – Budaörsi út – Kőérberki út – Repülőtéri út – aluljáró – Vasút utca – Kamaraerdei út – Kamaraerdő vá.                                  |
| Kelenföld vasútállomás felé |
| Kamaraerdő vá. – Kamaraerdei út – Vasút utca – aluljáró – Repülőtéri út – Kőérberki út – aluljáró – Budaörsi út – Lapu utca – autópálya-bevezető – Koszorúslány utca – Kelenföld vasútállomás M vá. |

## Megállóhelyei
Az átszállási kapcsolatok között az azonos útvonalon közlekedő 87-es busz nincs feltüntetve!
| 0  | Kelenföld vasútállomás M végállomás | 14 | 1, 19, 49 8E, 40, 40B, 40E, 53, 58, 88, 88A, 101B, 101E, 108E, 141, 150, 150B, 153, 154, 172, 173, 187, 188, 188E, 250, 250B, 251, 251A, 251E, 272 689, 691, 710, 712, 715, 720, 722, 724, 725, 727, 731, 732, 734, 735, 736, 760, 762, 763, 764, 767, 770, 774, 775, 778, 779, 798, 799 S10 G10 S12 S30 G30 Z30 S34 S35 S36 S40 G40 Z40 S42 Z42 G43 G44 IC, EC, EN, sebesvonat, gyorsvonat, expresszvonat, |
| 2  | Sasadi út                           | 13 | 8E, 40, 40B, 40E, 53, 88, 88A, 108E, 139, 140, 140A, 150, 150B, 153, 154, 172, 173, 187, 188, 188E, 240, 272 731, 764 1172, 1173, 1174, 1175, 1176, 1177, 1183, 1184, 1185, 1188, 1189, 1190, 1193, 1194, 1201, 1205, 1212, 1215, 1216, 1229, 1251, 1253, 1254, 1257, 1268 |
| 4  | Nagyszeben út                       | ∫  | 8E, 88, 88A, 108E, 139, 140, 140A, 153, 154 |
| ∫  | Jégvirág utca                       | 11 | 8E, 88, 88A, 108E, 139, 140, 140A, 153, 154 |
| 5  | Gazdagréti út                       | 10 | 8E, 40, 40B, 88, 88A, 108E, 139, 140, 140A, 153, 154, 188, 240 |
| 6  | Poprádi út                          | 9  | 88, 88A, 140, 140A |
| 7  | Keserűvíz-forrás                    | 8  | |
| 8  | Örsöddűlő                           | 7  | |
| 9  | Vitorlázó út                        | 6  | |
| 10 | Budaörsi repülőtér                  | 5  | 187 756 |
| 11 | Repülőgépes Szolgálat               | 4  | 187, 287, 288 756 |
| 12 | Vasút utca                          | 3  | 187, 287 |
| 13 | Kamaraerdei út 11.                  | 2  | 187, 287 |
| 14 | Kamaraerdei Ifjúsági Park           | 1  | 187, 287 41 |
| 15 | Idősek Otthona                      | 0  | 187, 287 |
| 16 | Kamaraerdő végállomás               | 0  | 187, 287, 288 |